# Seznam obcí v kantonu Jura

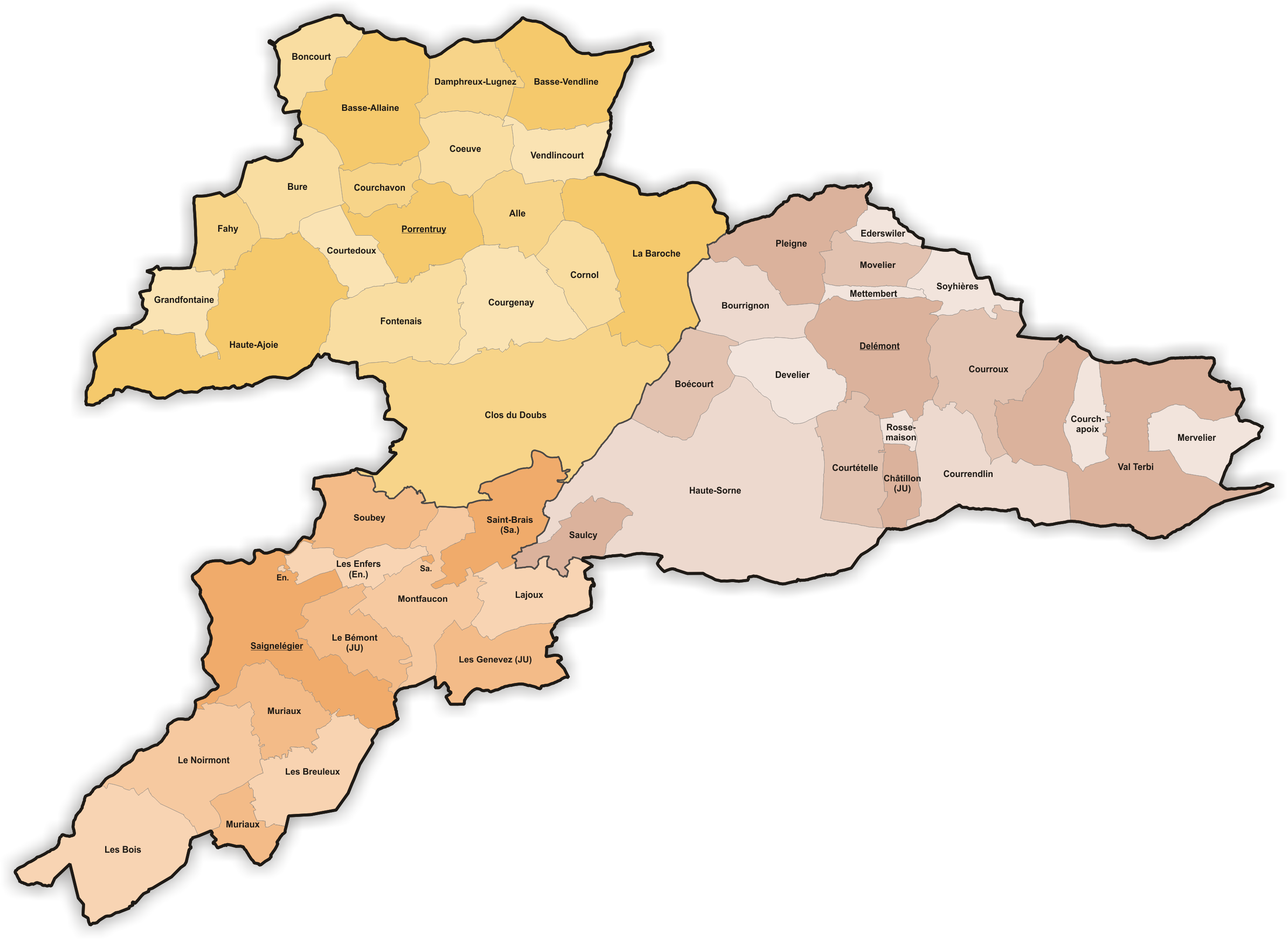
Mapa obcí kantonu Jura (stav k 1. lednu 2024)

Kanton Jura zahrnuje 50 politických obcí. Hlavním městem je Delémont. Obce se člení do 3 okresů: Delémont, Franches-Montagnes a Porrentruy. Hlavní města okresů jsou vyznačena tučně.
| Znak             | Název obce       | Německý název  | Počet obyvatel (31. 12. 2022) | Rozloha (km²) | Hustota zalidnění (obyv./km²) | Okres              |
| ---------------- | ---------------- | -------------- | ----------------------------- | ------------- | ----------------------------- | ------------------ |
| Boécourt         | Boécourt         | Biestingen     | 951                           | 12,35         | 77                            | Delémont           |
| Bourrignon       | Bourrignon       | Bürkis         | 258                           | 13,55         | 19                            | Delémont           |
| Châtillon        | Châtillon        | Kastel         | 471                           | 5,31          | 89                            | Delémont           |
| Courchapoix      | Courchapoix      | Gebsdorf       | 441                           | 6,39          | 69                            | Delémont           |
| Courrendlin      | Courrendlin      | Rennendorf     | 3686                          | 21,55         | 171                           | Delémont           |
| Courroux         | Courroux         | Lüttelsdorf    | 3313                          | 19,74         | 168                           | Delémont           |
| Courtételle      | Courtételle      | Cortittel      | 2654                          | 13,56         | 196                           | Delémont           |
| Delémont         | Delémont         | Delsberg       | 12 636                        | 21,97         | 575                           | Delémont           |
| Develier         | Develier         | Dietwiler      | 1360                          | 12,47         | 109                           | Delémont           |
| Ederswiler       | Ederswiler       | Ederswiler     | 112                           | 3,31          | 34                            | Delémont           |
| Haute-Sorne      | Haute-Sorne      |                | 7319                          | 71,04         | 103                           | Delémont           |
| Mervelier        | Mervelier        | Morschwiler    | 522                           | 9,73          | 54                            | Delémont           |
| Mettembert       | Mettembert       | Mettenberg     | 106                           | 2,34          | 45                            | Delémont           |
| Movelier         | Movelier         | Moderswiler    | 425                           | 8,08          | 53                            | Delémont           |
| Pleigne          | Pleigne          | Pleen          | 350                           | 17,84         | 20                            | Delémont           |
| Rossemaison      | Rossemaison      | Rottmund       | 733                           | 1,89          | 388                           | Delémont           |
| Saulcy           | Saulcy           |                | 270                           | 7,86          | 34                            | Delémont           |
| Soyhières        | Soyhières        | Saugern        | 417                           | 7,51          | 56                            | Delémont           |
| Val Terbi        | Val Terbi        |                | 3285                          | 46,69         | 70                            | Delémont           |
| Lajoux           | Lajoux           |                | 705                           | 12,39         | 57                            | Franches-Montagnes |
| Le Bémont        | Le Bémont        |                | 308                           | 11,68         | 26                            | Franches-Montagnes |
| Le Noirmont      | Le Noirmont      | Schwarzenberg  | 1902                          | 20,39         | 93                            | Franches-Montagnes |
| Les Bois         | Les Bois         | Rudisholz      | 1258                          | 24,71         | 51                            | Franches-Montagnes |
| Les Breuleux     | Les Breuleux     | Brandisholz    | 1611                          | 14,87         | 108                           | Franches-Montagnes |
| Les Enfers       | Les Enfers       |                | 156                           | 7,12          | 22                            | Franches-Montagnes |
| Les Genevez      | Les Genevez      |                | 510                           | 13,63         | 37                            | Franches-Montagnes |
| Montfaucon       | Montfaucon       | Falkenberg     | 551                           | 18,25         | 30                            | Franches-Montagnes |
| Muriaux          | Muriaux          | Spiegelberg    | 511                           | 16,88         | 30                            | Franches-Montagnes |
| Saignelégier     | Saignelégier     | Sankt Leodegar | 2575                          | 31,67         | 81                            | Franches-Montagnes |
| Saint-Brais      | Saint-Brais      | Sankt Brix     | 228                           | 15,16         | 15                            | Franches-Montagnes |
| Soubey           | Soubey           |                | 118                           | 13,49         | 9                             | Franches-Montagnes |
| Alle             | Alle             | Hall           | 1882                          | 10,60         | 178                           | Porrentruy         |
| Basse-Allaine    | Basse-Allaine    |                | 1217                          | 23,04         | 53                            | Porrentruy         |
| Basse-Vendline   | Basse-Vendline   |                | 742                           | 18,67         | 40                            | Porrentruy         |
| Boncourt         | Boncourt         | Bubendorf      | 1205                          | 9,O2          | 134                           | Porrentruy         |
| Bure             | Bure             | Burnen         | 631                           | 13,68         | 46                            | Porrentruy         |
| Clos du Doubs    | Clos du Doubs    |                | 1275                          | 61,75         | 21                            | Porrentruy         |
| Coeuve           | Coeuve           | Kufen          | 718                           | 11,62         | 62                            | Porrentruy         |
| Cornol           | Cornol           | Gundelsdorf    | 1018                          | 10,45         | 97                            | Porrentruy         |
| Courchavon       | Courchavon       | Vogtsburg      | 293                           | 6,19          | 47                            | Porrentruy         |
| Courgenay        | Courgenay        | Jennsdorf      | 2435                          | 18,44         | 132                           | Porrentruy         |
| Courtedoux       | Courtedoux       | Ludolfsdorf    | 786                           | 8,21          | 96                            | Porrentruy         |
| Damphreux-Lugnez | Damphreux-Lugnez |                | 370                           | 10,77         | 34                            | Porrentruy         |
| Fahy             | Fahy             |                | 333                           | 7,78          | 43                            | Porrentruy         |
| Fontenais        | Fontenais        |                | 1674                          | 19,99         | 84                            | Porrentruy         |
| Grandfontaine    | Grandfontaine    |                | 391                           | 8,97          | 44                            | Porrentruy         |
| Haute-Ajoie      | Haute-Ajoie      |                | 1052                          | 40,93         | 26                            | Porrentruy         |
| La Baroche       | La Baroche       |                | 1114                          | 31,07         | 36                            | Porrentruy         |
| Porrentruy       | Porrentruy       | Pruntrut       | 6441                          | 14,76         | 436                           | Porrentruy         |
| Vendlincourt     | Vendlincourt     | Wendelinsdorf  | 546                           | 9,15          | 60                            | Porrentruy         |
| Celkem (50)      | Celkem (50)      |                | 73 865                        | 838,51        | 88                            |                    |